# Nioumachoua
Nioumachoua – miasto na Komorach, na wyspie Mohéli. Według danych szacunkowych na rok 2009 liczy 3 783 mieszkańców.